# Тит Эбуций Гельва
Тит Эбуций Гельва (лат. Titus Aebutius Helva) — римский политик и военачальник, консул 499 года до н. э.
Был избран консулом вместе с Ветурием Гемином. Титу Эбуцию, которого Дионисий Галикарнасский называет Публием Эбуцием Эльвом, были поручены гражданские дела, так как существовало опасение, что плебеи могут поднять мятеж.
Когда Первая Латинская война вступила в решительную стадию, Эбуций был назначен начальником конницы у диктатора Авла Постумия. С отрядом конницы и легкой пехоты он захватил господствующую высоту в тылу у противника, перерезав его коммуникации и вынудив принять сражение. В битве у Регилльского озера командовал левым крылом римлян, сражавшимся с правым флангом латинов, который возглавлял Октавий Мамилий. В поединке Эбуций ранил Мамилия копьем в грудь, а сам получил ранение в плечо и был вынесен из боя. Командование конницей принял Марк Валерий Волуз.
Его сыном был Луций Эбуций Гельва, консул 463 года до н. э.